# Rusland op het Eurovisiesongfestival 2011

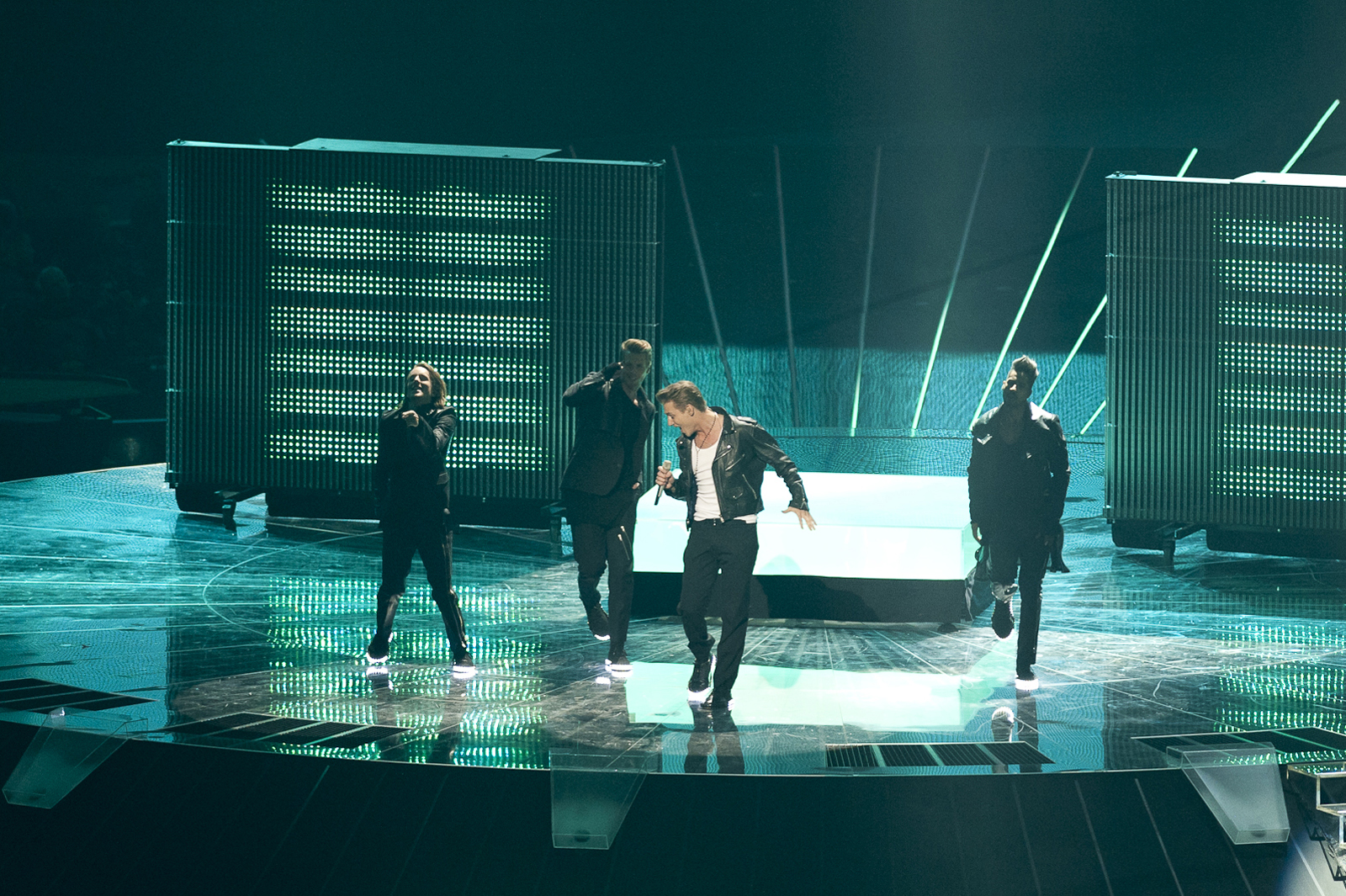
Aleksej Vorobjov werd zestiende in Düsseldorf.

Rusland nam deel aan het Eurovisiesongfestival 2011 in Düsseldorf, Duitsland. Het was de 15de deelname van het land op het Eurovisiesongfestival. Rusland 1 was verantwoordelijk voor de Russische bijdrage voor de editie van 2011.

## Selectieprocedure
Pas op 5 december 2010 gaf de Russische nationale omroep te kennen te zullen deelnemen aan de volgende editie van het Eurovisiesongfestival. De Russische openbare omroep gaf geen details over de selectieprocedure. Op 5 maart 2011 kondigde de staatstelevisie aan dat Aleksej Vorobjov het nummer Get you zou brengen op het zesenvijftigste Eurovisiesongfestival. Vorobjov had eerder al deelgenomen aan de nationale preselectie van Rusland in 2008 en 2009 maar wist nooit met de zegepalm huiswaarts te keren. Het lied zelf zou voor het eerst aan het grote publiek worden vertoond op 12 maart maar lekte reeds zes dagen eerder uit op internet.

## In Düsseldorf
In Düsseldorf trad Rusland aan de eerste halve finale, op 10 mei. Rusland was als zevende van negentien landen aan de beurt, net na Servië en voor Zwitserland. Bij het openen van de enveloppen werd duidelijk dat Aleksej Vorobjov zich had weten te plaatsen voor de finale. Na afloop van het Eurovisiesongfestival zou blijken dat Rusland negende was geworden in de eerste halve finale, met 64 punten. Er werd nog maar eens bewezen hoeveel profijt Rusland haalt uit het burenstemmen. Als het enkel van de vakjury's had afgehangen, was Rusland slechts zestiende geworden in de halve finale, met amper 31 punten. Het publiek trok Aleksej Vorobjov toch nog naar de top tien. Volgens de televoters verdiende Rusland een vierde plaats. Get you kreeg 93 punten van het publiek.
In de finale was Rusland als tiende van 25 landen aan de beurt, net na Griekenland en net voor Frankrijk. Aan het einde van de puntentelling stond Aleksej Vorobjov op de zestiende plaats, met 77 punten. Deze keer was het verschil tussen publiek en jury's nog groter. De specialisten plaatsten Rusland roemloos laatste, met 25 punten. De televoters hadden een zevende plaats veil voor de Russen, met 138 punten. De zestiende plek was wel de op een na slechtste prestatie ooit voor Rusland op het Eurovisiesongfestival. Enkel de zeventiende plaats in 1995 was nog lager.